# Tina Maze
Tina Maze (Slovenj Gradec, 2 de Maio de 1983), é uma esquiadora eslovena da modalidade esqui alpino.
Maze estreou no Campeonato Mundial em 2001, com apenas 17 anos, e disputou suas primeiras Olimpíadas em 2002 com 18. Ao longo dos anos, se mostrou uma especialista no slalom gigante, mas também compete em outras disciplinas, como downhill, slalom e slalom supergigante (Super-G).
No Campeonato Mundial de 2009 em Val d'Isère, Maze conquistou a medalha de prata na modalidade slalom gigante. Tina também venceu nove etapas válidas pela Copa do Mundo, incluindo duas em seu país natal, na cidade de Maribor. De todas as suas vitórias, somente uma não foi no slalom gigante. Aconteceu em fevereiro de 2008, quando Tina Maze venceu também o downhill em St. Moritz.

## Jogos Olímpicos de Inverno de 2010
Suas primeiras vitórias em Olimpíadas se deram em 2010, nos Jogos Olímpicos de Inverno de 2010. Tina Maze foi a porta-bandeira da Eslovênia na Cerimônia de abertura dos Jogos Olímpicos de Inverno de 2010. Na competição, Tina Maze competiu em todas as modalidades. No downhill, Maze terminou em 8ª e no combinado finalizou em 5ª. Sua primeira medalha veio no supergigante (Super-G), quando conquistou a medalha de prata. Sua próxima conquista foi no slalom gigante, sua especialidade. Nesta prova, Maze ficou com a prata, quando perdeu para a alemã Viktoria Rebensburg por apenas 4 centésimos de segundo. Tina terminou a sua participação no slalom em 9ª lugar. Tina Maze foi a única atleta eslovena a conquistar medalhas por seu país nos Jogos de 2010.

## Vitórias em Copas do Mundo

### Corridas individuais
| Data                   | Cidade                 | Modalidade     |
| ---------------------- | ---------------------- | -------------- |
| 26 de Outubro de 2002  | Sölden                 | Slalom gigante |
| 22 de Dezembro de 2004 | St. Moritz             | Slalom gigante |
| 8 de Janeiro de 2005   | Santa Caterina         | Slalom gigante |
| 22 de Janeiro de 2005  | Maribor                | Slalom gigante |
| 22 de Outubro de 2005  | Sölden                 | Slalom gigante |
| 2 de Fevereiro de 2008 | St. Moritz             | Downhill       |
| 10 de Janeiro de 2009  | Maribor                | Slalom gigante |
| 14 de Março de 2009    | Åre                    | Slalom Gigante |
| 11 de Março de 2020    | Garmisch-Partenkirchen | Slalom gigante |